# Marco Antonio Rivera Useche
Marco Antonio Rivera Useche (San Cristóbal, 19 de junio de 1895 - 15 de julio de 1990) fue un músico y compositor venezolano.

## Biografía
De origen humilde, nació en San Cristóbal, Estado Táchira el 19 de junio de 1895, al terminar la educación primaria comenzó a trabajar, practicando eventualmente los oficios de carpintería, joyería, armería y zapatería. 
En 1910 comenzó a estudiar música con el maestro italiano Nicolas Constantino Chicaroni (Vironto, Italia c. 1857 - San Cristóbal 1927), quien había llegado a San Cristóbal en compañía de otros músicos italianos para ser incorporados a la Banda del Estado Táchira -entre ellos Ángel Mottola (1881-1966), autor del Himno del estado Anzoátegui.

### Trayectoria
Desde 1912 Rivera pasa a ser miembro titular de la banda y a partir 1913 comenzó a percibir un salario de Bs. 100 mensuales. En 1916 se exilia por un breve período en Colombia por un enfrentamiento con el presidente del estado, Eustoquio Gómez, primo del presidente de Venezuela Juan Vicente Gómez. A su regreso comienza a estudiar inglés con un profesor alemán de apellido Sildner.
Nuevamente exiliado en Colombia en 1919, continúa sus estudios musicales en ese país. Regresa a Venezuela para integrarse a una banda musical en Maracaibo con la poca fortuna que el día del estreno de la banda entre la audiencia se encuentra Eustoquio Gómez, quien lo hace detener junto a otros músicos tachirenses, es llevado a San Cristóbal y encarcelado por dos años. En su reclusión comienza a componer sus primeros valses, y a su salida en 1921 se traslada de nuevo a Maracaibo donde contrae paludismo. 
Durante su estadía en Maracaibo y por intermedio de un amigo norteamericano, estudia orquestación y armonía por correspondencia en una escuela norteamericana. De regreso a San Cristóbal en 1924, se dedica a la composición de valses, frox trot, y bambucos. 
En 1927 a la muerte de Nicolas Constantino, quien dirigía también la Banda Infantil de la Iglesia, el párroco Maldonado encarga la dirección de esta última a Rivera, quien se hace cargo finalmente de la Banda del estado Táchira a partir de 1929.

### Legado
Rivera fue cofundador de la Escuela de Música del Táchira dirigida por su primo Luis Felipe Ramón y Rivera, y entre su extensa obra se encuentra el Himno de San Cristóbal la marcha "Salud San Cristóbal".
En 1934 fundó la Orquesta de Cámara del estado y en 1937 contrajo matrimonio con Juanita Moreno Morales, con quien tiene cinco hijos. Fue parte de los fundadores del Salón de Lectura Ateneo del Táchira, iniciativa del Carlos Rangel Lamus. 
A raíz de un viaje a Estados Unidos para presenciar un encuentro de bandas, concibe la idea de convertir a la Banda del estado en una Banda de Conciertos Sinfónicos lo cual logra en 1966. En 1968 se jubila del cargo de director de la banda y se retira a San Pedro del Río.
Falleció en San Cristóbal el 15 de julio de 1990 a los 95 años de edad. Rivera Useche dejó una larga producción musical en diversos géneros, incluidos el bambuco, el vals, fox trot, fantasías para concierto, contradanza, el galerón, los himnos, intermezzo, joropo, oberturas y marchas. En la actualidad la Banda Oficial de Conciertos del estado Táchira lleva el nombre de Marco Antonio Rivera Useche.